# Misztrál (együttes)
A Misztrál együttes hazai és külföldi költők verseit zenésíti meg sajátos hangon.

## Története
Az együttes 1997-ben alakult. Magyar és külföldi költők versei, valamint népdalfeldolgozások szerepelnek repertoárjukon. Megzenésítéseik forrása a magyar népzenei hagyomány, amelyet gyakran ötvöznek a ma divatos világzenei irányzatokkal is. Dalaik egyre inkább önálló minőséget, sajátos „Misztrál-hangzást” hordoznak. A kimagasló vokális képességű, számos akusztikus hangszert megszólaltató együttes tagjai különböző zenei érdeklődésűek. Ez az indíttatásbeli színesség – az ősiséget idéző motívumoktól a kortárs hangzású elemek alkalmazásáig terjed. Az együttes tagjai tudatosan vállalják a legkülönbözőbb versek által meghívott zenei megvalósítások sokszínűségét. Versválasztásaikban fontos szerepet játszik az európai és a magyar történelem iránti érdeklődés. A magyar költészet megszólaltatása mellett több alkalommal merítettek az európai költészet kincsestárából is (Baudelaire, Garcia Lorca, Villon, Gabriella Mistral). Az elmúlt esztendőkben megjelentetett hordozók (CD és DVD), valamint Budapesthez közel, a Dunakanyar szívében, Nagymaroson létrehozott és mára hagyománnyá vált Regejáró Misztrál fesztivál mellett, országos klubhálózatot is létrehoztak. Országjáró koncertjeik sokasága mellett számos alkalommal jártak külföldön is – Erdélytől az Egyesült Államokig.

## Díjak
- 1998 július a XIX. Kaláka Folkfesztiválon megnyerték a Kaláka Alapítvány fődíját
- 2000 október első helyezést kaptak a Gödöllői Dalostalálkozón
- 2006 Bartók Béla díj
- 2008 Balassi Bálint emlékérem
- 2010 Fiatalok a Polgári Magyarországért Díj
- 2012 Magyar Művészetért díj
- 2016 Magyar Örökség díj
- 2017 Teleki Pál Érdemérem
- 2023 Liszt Ferenc-díj
- 2024 Kossuth-díj

## Az együttes tagjai
Jelenlegi tagok
- Heigl László – nagybőgő, billentyű, basszusgitár
- Heinczinger Miklós – furulya, klarinét, doromb, saz, fidula, ének
- Pusztai Gábor - ütőhangszerek
- Tóbisz Tinelli Tamás – gitárok, ének
- Török Máté – cselló, gitár, mandolin, koboz, tambura, ének

Korábbi tagok
- Tinnyei Zoltán (1998-2000)
- Csóka Sámuel (2002-2014)
- Hoppál Mihály Hunor (2003-2014)

Közreműködő muzsikusok
- Balog Péter – basszusgitár, gitár, koboz

## Diszkográfia
- Ébredés - 1999
- Ösvény 2002
- Mezőn széllel járók – Balassi Bálint - 2004
- Megkopott harangszó - 2006
- A várakozás zsoltára - Sudár Annamária és a Misztrál együttes  adventi műsora - 2006
- Dsida Jenő - 2007
- Misztrál 10 (2CD)- 2008
- Janus Pannonius - 2008
- Álomkófic (gyermekalbum)- 2010
- Esti teázás- 2010
- Csillagvárás- 2011
- Babits[1] - 2013 - CD és LP
- Angyalszárny - 2015 - Maxi CD
- Úton - 2018 - CD
- Misztrál 20 - 2019
- Asperges me... - 2019 - könyv és CD
- ARJ - 2022 - CD

Közreműködések
- Holdudvarlás (Huzella Péter)  - 2002
- Határon túli magyarok zenéje 2005/2006 (válogatás)
- Határon túli magyarok zenéje 2006/2007 (válogatás)
- Üzen Március (Andorka Péter) - 2006
- Nem megyek én innen sehova (Kobzos Kiss Tamás) - 2008
- A Rózsalány (Andorka Péter - Hajnal Géza) - 2009
- Áldott ez a hely (Tolcsvay Béla) - 2009
- Boldog vizeken (Kobzos Kiss tamás) - 2010
- Holdkór (Pozitív mellékhatás - Tom Tom Records) - 2012
- Pálos hangok - 2020

A Misztrál tagjainak szólóalbumai:
- Heinczinger Mika: Gyöngy - 2012
- Pusztai Gábor: Babits - 2015
- Török Máté: Napforduló - 2017
- Heinczinger Mika: ÉgIgézők - 2017
- Tóbisz Tinelli Tamás: Daliás idők - 2018

## Kották
- Tíz esztendő félszáz dala 2007 (Editio Musica Budapest)[2]

## Könyv
- Tizenöt per száz - verses antológia (Kiskapu)[3]

## Műsorok
- A megénekelt Babits Mihály
- Gyöngyöt az embernek című irodalmi összeállítás
- Asperges Me... (Pálos évszázadok a magyar történelem tükrében) - Sudár Annamária, Eperjes Károly, Oberfrank Pál és a Misztrál együttes közös műsora a Pálosokról
- Dúdolva ballagok (Dsida Jenő versei Dunai Tamás és a Misztrál előadásában)
- A Nyugat és kora (irodalmi kalandozás)
- A várakozás zsoltára (adventi műsor Sudár Annamáriával)
- Megkopott harangszó 1456-1956 (Emlék csupán az emlékezés? )
- A madár, fiaihoz (március 15-i műsor)
- A Magyar Himnusz

## Emlékezetes szereplés
- Regejáró Misztrál fesztiválok, Kaláka fesztiválok, Kapolcs, Felvidék, Kárpátalja, Erdély, Vajdaság, Lengyelország, Ausztria, Észtország, Finnország, Olaszország, Belgium, Hollandia, Amerika
- A Misztrál együttes 10 éves fennállását ünneplő koncert a MOM MK-ban 2007. október 19-én, melynek felvétele dupla lemezen is megjelent.
- A Misztrál együttes teljesített zenei szolgálatot 2013. január 25-én a bécsi Stephansdomban tartott Balassi-mise alkalmával.
- A Misztrál együttes Babits nagylemezének bemutatója a MOM MK-ban 2014 májusában.
- A Misztrál együttes 20 éves fennállását ünneplő koncertek a Csíkszerda kórussal, Vedres Csaba átirataival a MOM MK-ban 2018. február 13-14-én.